# Noaillan
Noaillan est une commune du Sud-Ouest de la France, située dans le département de la Gironde, en région Nouvelle-Aquitaine.

## Géographie

### Localisation
Située sur le Ciron, la commune se trouve, par la route, à 51 km au sud-est de Bordeaux, chef-lieu du département, à 15 km au sud-ouest de Langon, chef-lieu d'arrondissement et à 3 km au nord de Villandraut, ancien chef-lieu de canton.

### Communes limitrophes
Les communes limitrophes en sont Léogeats au nord, Roaillan au nord-est en quadripoint (point de la surface de la Terre où quatre frontières différentes se rejoignent), Le Nizan à l'est, Uzeste au sud-est, Villandraut au sud et Balizac à l'ouest.
|         | Léogeats    | Roaillan {\displaystyle +} (quadripoint) |
| Balizac | Noaillan    | Le Nizan                                 |
|         | Villandraut | Uzeste                                   |

### Hydrographie
La commune de Noaillan est arrosée par le Ciron et ses affluents le Ballion et le ruisseau de la Hure.

### Climat
Pour des articles plus généraux, voir Climat de la Nouvelle-Aquitaine et Climat de la Gironde.
Historiquement, la commune est exposée à un climat océanique aquitain.  
En 2020, Météo-France publie une typologie des climats de la France métropolitaine dans laquelle la commune est exposée à un climat océanique et est dans la région climatique Aquitaine, Gascogne, caractérisée par une pluviométrie abondante au printemps, modérée en automne, un faible ensoleillement au printemps, un été chaud (19,5 °C), des vents faibles, des brouillards fréquents en automne et en hiver et des orages fréquents en été (15 à 20 jours).
Pour la période 1971-2000, la température annuelle moyenne est de 12,8 °C, avec une amplitude thermique annuelle de 14,7 °C. Le cumul annuel moyen de précipitations est de 873 mm, avec 11,3 jours de précipitations en janvier et 7,1 jours en juillet. Pour la période 1991-2020, la température moyenne annuelle observée sur la station météorologique la plus proche, située sur la commune de Sauternes à 6 km à vol d'oiseau, est de 13,9 °C et le cumul annuel moyen de précipitations est de 859,6 mm,. Pour l'avenir, les paramètres climatiques de la commune estimés pour 2050 selon différents scénarios d’émission de gaz à effet de serre sont consultables sur un site dédié publié par Météo-France en novembre 2022.

## Urbanisme

### Typologie
Au 1er janvier 2024, Noaillan est catégorisée commune rurale à habitat dispersé, selon la nouvelle grille communale de densité à sept niveaux définie par l'Insee en 2022.
Elle est située hors unité urbaine. Par ailleurs la commune fait partie de l'aire d'attraction de Bordeaux, dont elle est une commune de la couronne,. Cette aire, qui regroupe 275 communes, est catégorisée dans les aires de 700 000 habitants ou plus (hors Paris),.

### Occupation des sols

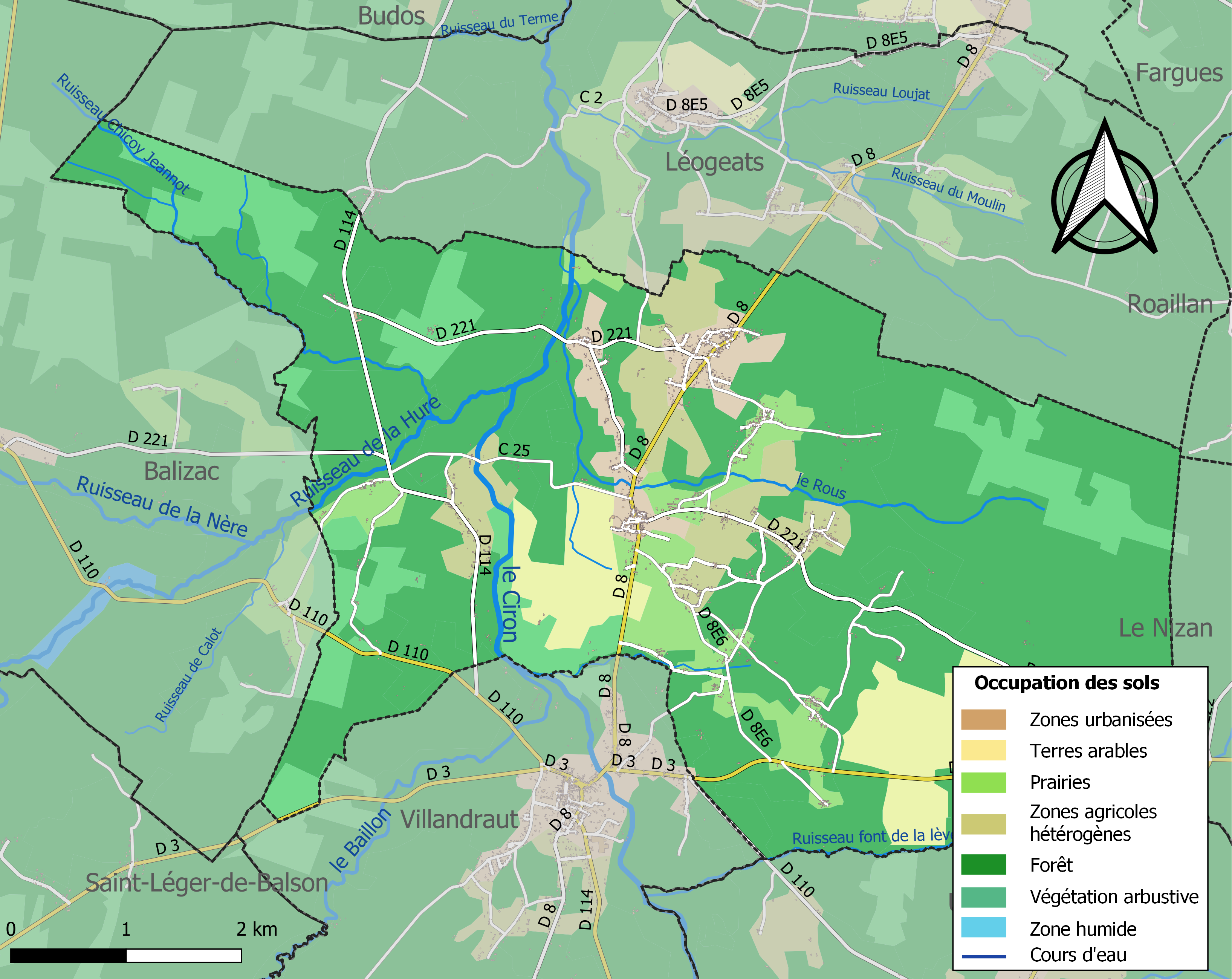
Carte des infrastructures et de l'occupation des sols de la commune en 2018 (CLC).

L'occupation des sols de la commune, telle qu'elle ressort de la base de données européenne d’occupation biophysique des sols Corine Land Cover (CLC), est marquée par l'importance des forêts et milieux semi-naturels (76,4 % en 2018), en diminution par rapport à 1990 (80,7 %). La répartition détaillée en 2018 est la suivante : 
forêts (65 %), milieux à végétation arbustive et/ou herbacée (11,4 %), terres arables (8 %), zones agricoles hétérogènes (6,5 %), prairies (5,7 %), zones urbanisées (3,3 %). L'évolution de l’occupation des sols de la commune et de ses infrastructures peut être observée sur les différentes représentations cartographiques du territoire : la carte de Cassini (XVIIIe siècle), la carte d'état-major (1820-1866) et les cartes ou photos aériennes de l'IGN pour la période actuelle (1950 à aujourd'hui).

### Voies de communication et transports
Le territoire communal et le bourg sont traversés par la route départementale D8 qui mène à Langon via Fargues vers le nord et à Villandraut vers le sud.

L'accès à l'autoroute A62 (Bordeaux-Toulouse) le plus proche est le no 3, dit de Langon, distant de 13 km vers le nord-est.

L'accès no 1, dit de Bazas, à l'autoroute A65 (Langon-Pau) se situe à 12 km vers l'est-sud-est.
La gare SNCF la plus proche est celle, distante de 14 km vers le nord-est, de Langon sur la ligne Bordeaux-Sète du TER Nouvelle-Aquitaine.

### Risques majeurs
Le territoire de la commune de Noaillan est vulnérable à différents aléas naturels : météorologiques (tempête, orage, neige, grand froid, canicule ou sécheresse), inondations, feux de forêts et séisme (sismicité très faible). Un site publié par le BRGM permet d'évaluer simplement et rapidement les risques d'un bien localisé soit par son adresse soit par le numéro de sa parcelle.
La commune a été reconnue en état de catastrophe naturelle au titre des dommages causés par les inondations et coulées de boue survenues en 1982, 1983, 1986, 1999, 2009, 2013 et 2020,.
Noaillan est exposée au risque de feu de forêt. Depuis le 20 avril 2016, les départements de la Gironde, des Landes et de Lot-et-Garonne disposent d’un règlement interdépartemental de protection de la forêt contre les incendies. Ce règlement vise à mieux prévenir les incendies de forêt, à faciliter les interventions des services et à limiter les conséquences, que ce soit par le débroussaillement, la limitation de l’apport du feu ou la réglementation des activités en forêt. Il définit en particulier cinq niveaux de vigilance croissants auxquels sont associés différentes mesures,.

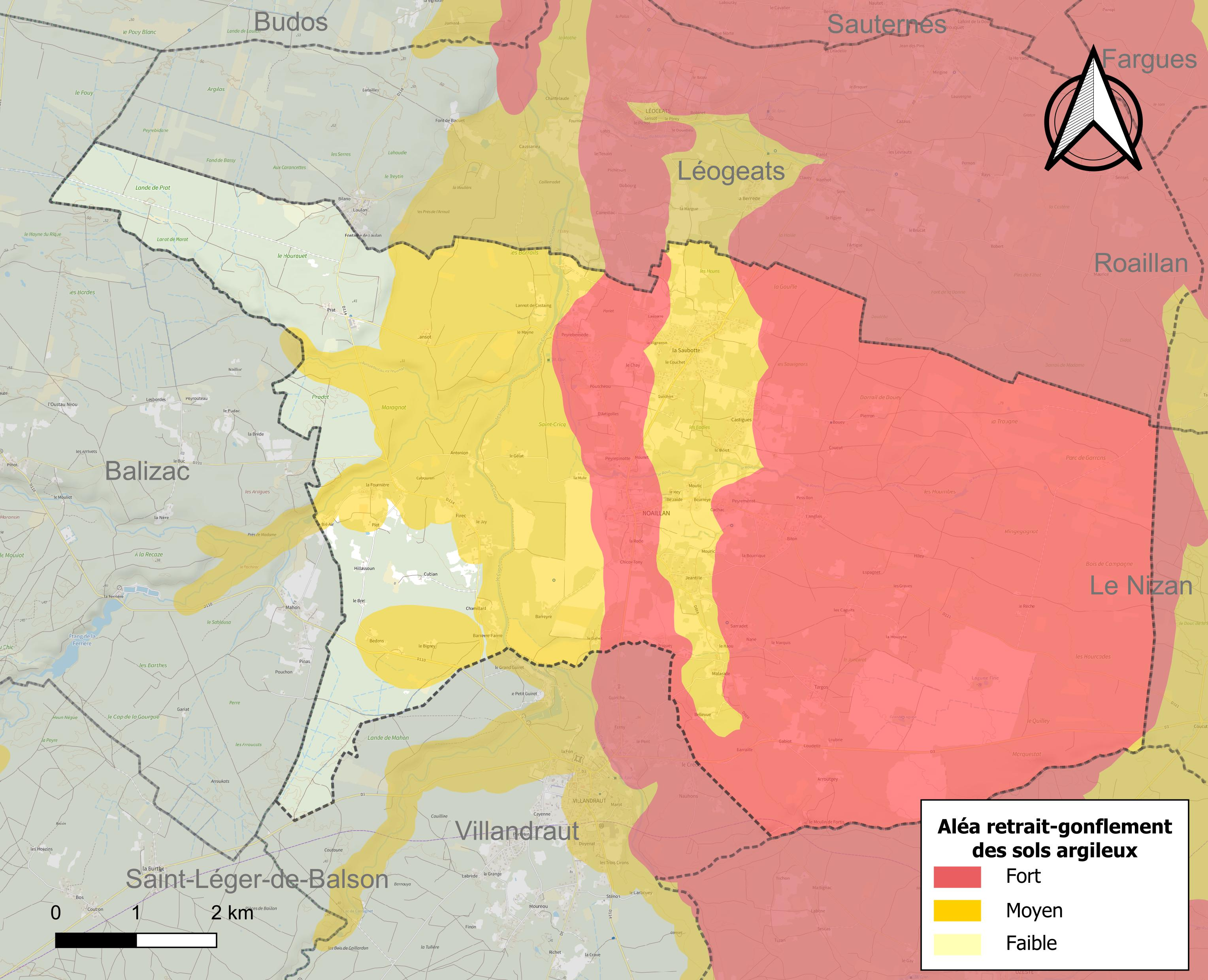
Carte des zones d'aléa retrait-gonflement des sols argileux de Noaillan.

Le retrait-gonflement des sols argileux est susceptible d'engendrer des dommages importants aux bâtiments en cas d’alternance de périodes de sécheresse et de pluie. 84,7 % de la superficie communale est en aléa moyen ou fort (67,4 % au niveau départemental et 48,5 % au niveau national). Sur les 788 bâtiments dénombrés sur la commune en 2019, 772 sont en aléa moyen ou fort, soit 98 %, à comparer aux 84 % au niveau départemental et 54 % au niveau national. Une cartographie de l'exposition du territoire national au retrait gonflement des sols argileux est disponible sur le site du BRGM,.
Par ailleurs, afin de mieux appréhender le risque d’affaissement de terrain, l'inventaire national des cavités souterraines permet de localiser celles situées sur la commune.
Concernant les mouvements de terrains, la commune a été reconnue en état de catastrophe naturelle au titre des dommages causés par la sécheresse en 2005 et par des mouvements de terrain en 1999.

## Toponymie
L'origine étymologique est le mot latin « novalia » qui signifie jachère, pour ensuite dériver en Novelhan, Noalhan, Noailhan, puis Noaillan.
En gascon, le nom de la commune est Noalhan.
Les habitants sont appelés les Noaillannais.

## Histoire
Les informations sur l'histoire de la commune de Noaillan remontent au XIIe siècle avec la première baronnie de la région et ses seigneurs, tous issus de la famille de Noaillan.
Cette famille s’éteindra au XIVe siècle en laissant un château féodal en ruine et des vestiges gallo-romains témoignant de son riche passé.
L'histoire de Noaillan est essentiellement bien connue à partir du XIIIe siècle, même si quelques vestiges gallo-romains ou mérovingiens découverts çà et là laissent présager d'une occupation bien plus ancienne.
Durant tout le Moyen Âge, l'histoire du village se lit à travers celle de son château, puisqu'au XIIIe siècle - et peut-être même avant, mais les textes manquent à ce sujet - Noaillan est une seigneurie. Ainsi, en 1225, c'est Amanieu de Noailhan qui est le possesseur du château et de ses terres. D'après les textes, il est chevalier et un proche du roi Henri III, roi d'Angleterre, et duc d'Aquitaine. Noaillan n'échappe donc pas à la domination de l'Angleterre sur la Guyenne.
Les textes permettent aussi de suivre les successions, et bon nombre de seigneurs sont tour à tour propriétaires des lieux aux XIIIe et XIVe siècles. Ils appartiennent cependant tous à la même famille, celle de Noailhan. La seigneurie de Noaillan reste donc, jusqu'à la fin du XIVe siècle, une propriété familiale. Les seigneurs de la famille de Noailhan prêtent tous allégeance à la couronne d'Angleterre puisqu'en 1274 par exemple, Bertrand de Noailhan reconnait dans un acte être le chevalier du roi Édouard Ier d'Angleterre et tenir de lui la seigneurie de Noailhan.
Ce n'est qu'à la fin du XIVe siècle que cette famille perd sa seigneurie. le transfert des possessions va également être l'occasion de changer de camp. En effet, un acte de 1383 mentionne un Gaillard de la Mote, seigneur de Noaillan pour le sire d'Albret. Noaillan redevient donc français pour un court laps de temps. Effectivement, ce revirement de situation ne s'opéra pas sans quelques troubles, le roi d'Angleterre n'appréciant guère de voir ainsi lui échapper des terres durement confisquées par ses aïeuls. Il confisque d'ailleurs celles de la seigneurie pour les confier, au tout début du XVe siècle, à un certain Charles de Beaumont qui, bien entendu, avait prêté allégeance à la couronne d'Angleterre. S'ensuivirent quelques heurts entre les habitants  de Noaillan et l'autorité, mais, malgré tout, Charles de Beaumont et ses successeurs gardent les terres anglaises jusqu'à la fin de la guerre de Cent Ans (1453).
Une fois la Guyenne libérée de la domination anglaise, la famille De la Mote reprend possession des terres. Puis, entre 1560 et 1590, la seigneurie est vendue à maintes reprises avant de redevenir la propriété d'un Joseph de la Mote en 1592.
Au XVIIe siècle, la seigneurie change de nouveau de mains par ventes et successions. Le territoire est alors fractionné, et plusieurs propriétaires se partagent la seigneurie. Ce n'est qu'en 1700 que Catherine de Suduiraut la réunit à nouveau. Au XIXe siècle, le château appartenait toujours à la famille Guillot-Suduiraut.
Les textes permettent de connaitre les détails de l'histoire de Noaillan. Mais seuls les vestiges que l'on peut observer encore aujourd'hui laissent imaginer, au travers de cet édifice, les péripéties qu'a pu connaitre la commune, autrefois seigneurie, et le pouvoir que pouvait exercer le seigneur de Noaillan sur son territoire par cet imposant château.
Pour plus d'information sur la situation de la commune au XVIIIe siècle, voir l'ouvrage de Jacques Baurein.
À la Révolution, la paroisse Saint-Vincent de Noaillan forme la commune de Noaillan. Le 1er mai 1869, la commune de Noaillan a été démembrée de ses sections E, F, G, rattachées à
Villandraut.

## Politique et administration

### Administration municipale
Le nombre d'habitants au recensement de 2017 étant compris entre 1 500 habitants et 2 499 habitants, le nombre de membres du conseil municipal pour l'élection de 2020 est de dix neuf,.

### Rattachements administratifs et électoraux
Commune faisant partie de la communauté de communes du Sud Gironde et du Canton du Sud-Gironde (avant le redécoupage départemental de 2014, Noaillan faisait partie de l'ex-canton de Villandraut) et avant le 1er janvier 2017 elle faisait partie de la communauté de communes du canton de Villandraut.

### Liste des maires
| Période                                  | Période   | Identité             | Étiquette      | Qualité |
| ---------------------------------------- | --------- | -------------------- | -------------- | --- |
| juin 1995                                | mars 2008 | Jean Peringuey       | PS             | Conseiller général (1998-2004) |
| mars 2008                                | 2017      | Laurence Harribey    | PS             | Retraitée Présidente de la CC du canton de Villandraut (2008-2013), 1re vice-présidente de la CC du Sud Gironde (2014-), suppléante du député Gilles Savary, conseillère régionale de Nouvelle-Aquitaine |
| octobre 2017                             | mai 2020  | Jean-Pierre Auroux   | Sans étiquette | Retraité. Élu à la suite de la démission de Laurence Harribey devenue Sénatrice de la Gironde lors de la démission d'Alain Anziani de sa fonction de Sénateur.                                           |
| mai 2020                                 | En cours  | Bernadette Sore Noël |                | |
| Les données manquantes sont à compléter. |           |                      |                | |

### Intercommunalité
Le 1er janvier 2014, la communauté de communes du canton de Villandraut ayant été supprimée, la commune de Noaillan s'est retrouvée intégrée à la communauté de communes du Sud Gironde siégeant à Mazères.

## Démographie
L'évolution du nombre d'habitants est connue à travers les recensements de la population effectués dans la commune depuis 1793. Pour les communes de moins de 10 000 habitants, une enquête de recensement portant sur toute la population est réalisée tous les cinq ans, les populations de référence des années intermédiaires étant quant à elles estimées par interpolation ou extrapolation. Pour la commune, le premier recensement exhaustif entrant dans le cadre du nouveau dispositif a été réalisé en 2008.

En 2022, la commune comptait 1 698 habitants, en évolution de +1,25 % par rapport à 2016 (Gironde : +6,91 %, France hors Mayotte : +2,11 %).
| 1793  | 1800  | 1806  | 1821  | 1831  | 1836  | 1841  | 1846  | 1851  |
| ----- | ----- | ----- | ----- | ----- | ----- | ----- | ----- | ----- |
| 2 177 | 2 059 | 1 967 | 2 148 | 2 485 | 2 158 | 2 434 | 2 460 | 2 520 |

| 1856  | 1861  | 1866  | 1872  | 1876  | 1881  | 1886  | 1891  | 1896  |
| ----- | ----- | ----- | ----- | ----- | ----- | ----- | ----- | ----- |
| 2 528 | 2 509 | 2 308 | 2 056 | 1 966 | 1 844 | 1 735 | 1 747 | 1 584 |

| 1901  | 1906  | 1911  | 1921  | 1926  | 1931  | 1936  | 1946 | 1954 |
| ----- | ----- | ----- | ----- | ----- | ----- | ----- | ---- | ---- |
| 1 530 | 1 497 | 1 439 | 1 166 | 1 141 | 1 057 | 1 102 | 941  | 921  |

| 1962 | 1968 | 1975 | 1982 | 1990 | 1999  | 2006  | 2008  | 2013  |
| ---- | ---- | ---- | ---- | ---- | ----- | ----- | ----- | ----- |
| 861  | 779  | 772  | 762  | 858  | 1 015 | 1 350 | 1 445 | 1 615 |

| 2018  | 2022  | - | - | - | - | - | - | - |
| ----- | ----- | - | - | - | - | - | - | - |
| 1 682 | 1 698 | - | - | - | - | - | - | - |

D’après l’INSEE, en 1968, Noaillan comptait 779 personnes ; en 1982, on en comptait 762, soit 17 personnes de moins, ce qui fait une diminution de 2,2 % de la population.
À partir de 1982 la population a commencé à augmenter. En 1999, il y a 1 015 personnes à Noaillan soit 253 personnes de plus qu’en 1982, c'est-à-dire 33,2 % % de la population en plus.
Les personnes âgées de plus de 60 ans représentent 293 personnes soit 28,9 % de la population de Noaillan.
De 1975 à 1982, il y a eu 102 décès et 24 naissances ; de 1982 à 1990, il y a eu 100 décès, soit 2 % de moins, et 39 naissances soit 62,5 % % de plus.

De 1990 à 1999, il y a eu 95 décès, savoir 5 % en moins que de 1982 à 1990, et 80 naissances soit 105,1 % de plus.

## Lieux et monuments
- L'église Saint-Vincent est une ancienne chapelle castrale[Note 3] construite aux XIe et XIIe siècles devenue église paroissiale en remplacement de l'église de la commune détruite au XIXe siècle. D'origine romane, l'édifice se compose d'une nef terminée par une abside semi-circulaire et de deux bas-côtés également terminés par deux absidioles. Elle a été inscrite à l'inventaire des Monuments historiques en 1925 pour son abside et son chœur, puis en 2004 en totalité[35],[36].

|  |

- Le château de Noaillan est un ensemble castral composé d'une enceinte, du château et de l'église susdite. Le château est mentionné pour la première fois en 1274. Le château actuel, des XIIIe et XIVe siècles, a remplacé un édifice plus ancien. Il se compose de bâtiments d'époques diverses situés autour d'une cour centrale et appuyés sur une courtine de forme polygonale. Cette muraille, flanquée de deux tours, a été remaniée à plusieurs reprises, dont le XVIe siècle. Le corps de logis, actuellement ruiné, date du XVIe siècle mais a été remanié au XVIIe siècle. C'est un bâtiment rectangulaire à deux niveaux, percé de baies avec croisées à meneaux. Un nouveau logis lui est accolé au XVIIIe siècle. Plusieurs bâtiments agricoles complètent l'ensemble. Il a été inscrit à l'inventaire des Monuments historiques en 2004[37]. Il est aujourd'hui la propriété d'une personne privée et ne peut être visité.

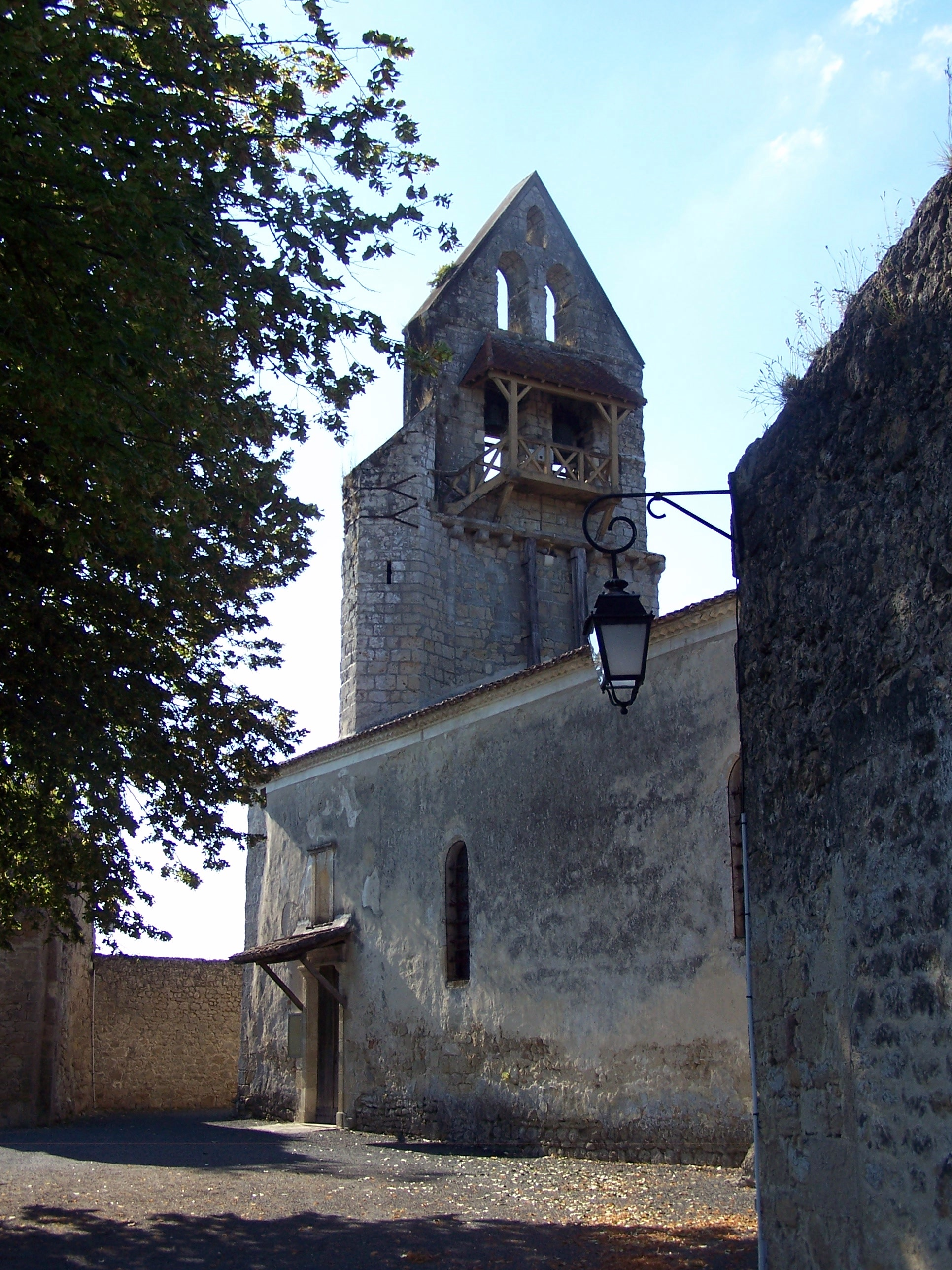
L'église Saint-Vincent (août 2010).
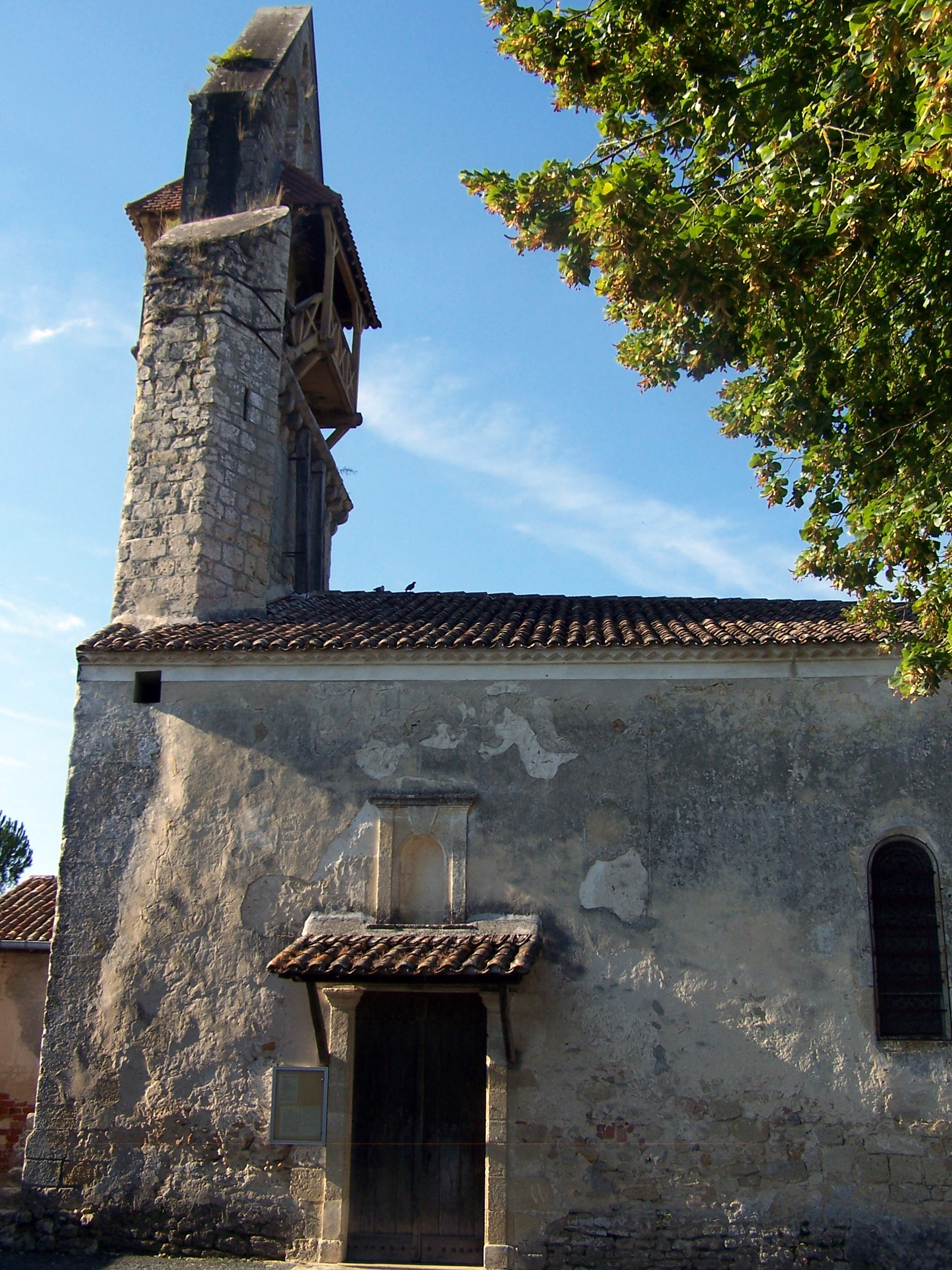
Le clocher-mur de l'église Saint-Vincent (août 2010).
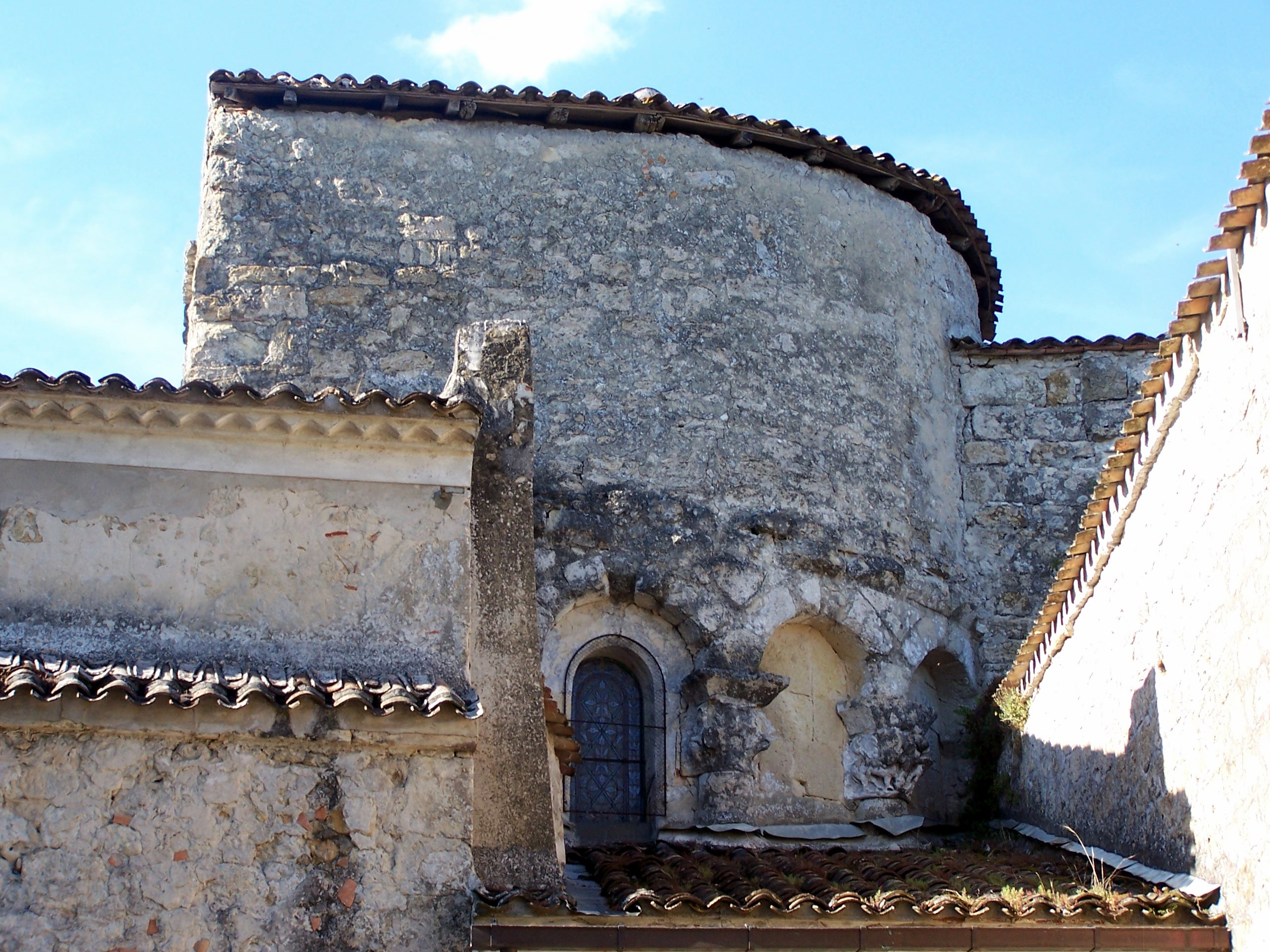
Le chevet de l'église (août 2010).
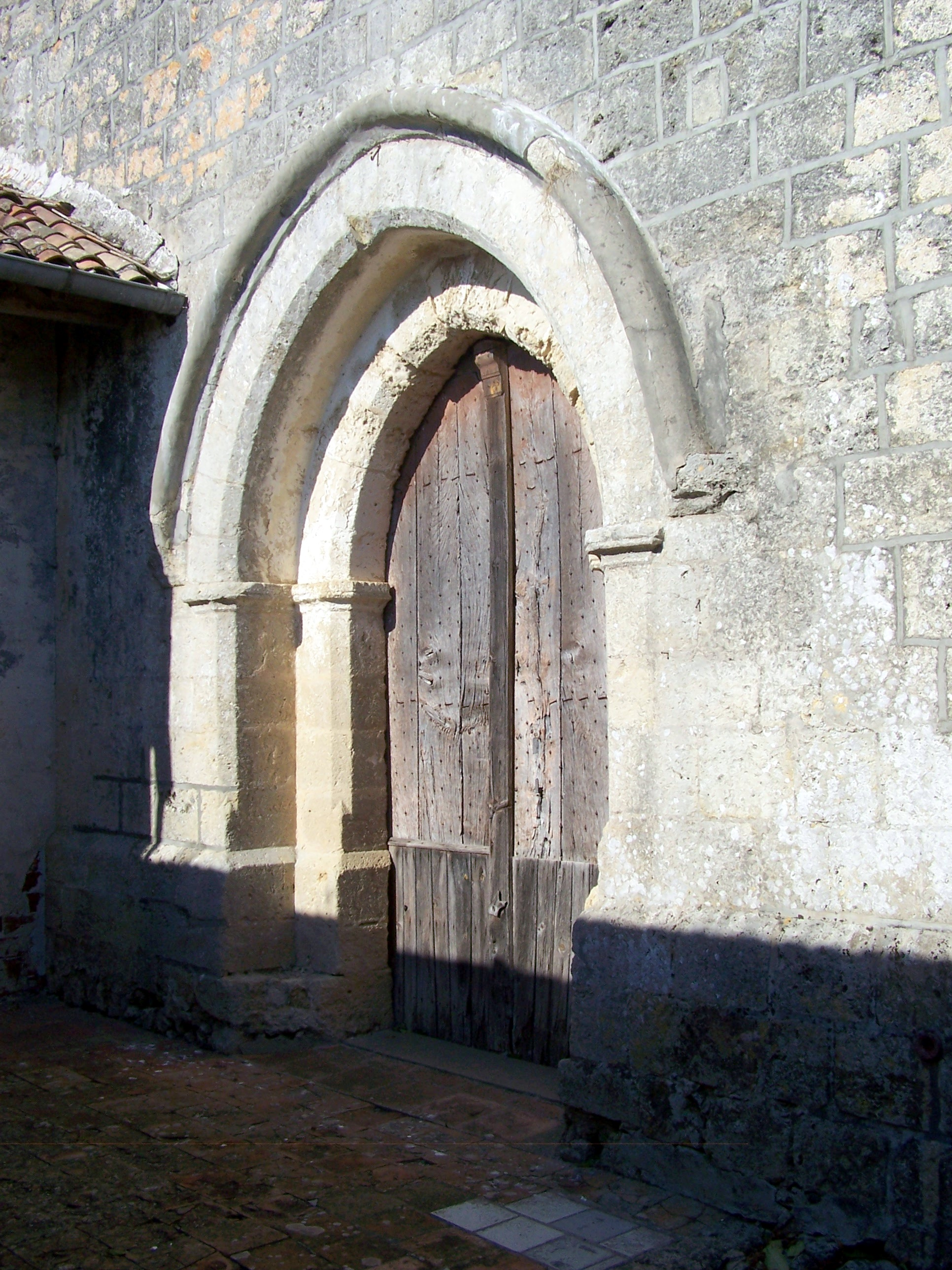
Le portail de l'église (août 2010).
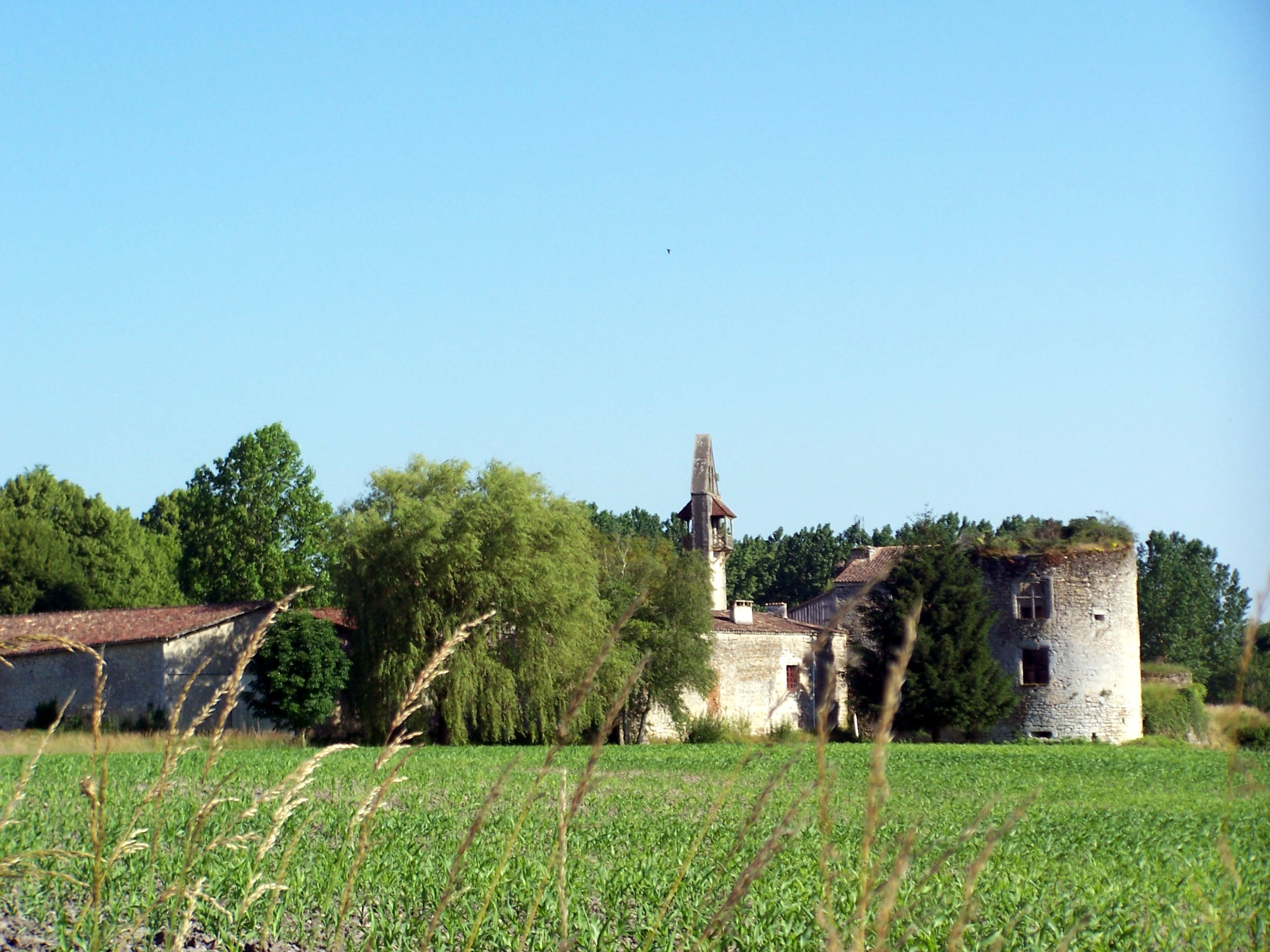
Le château (juin 2013).
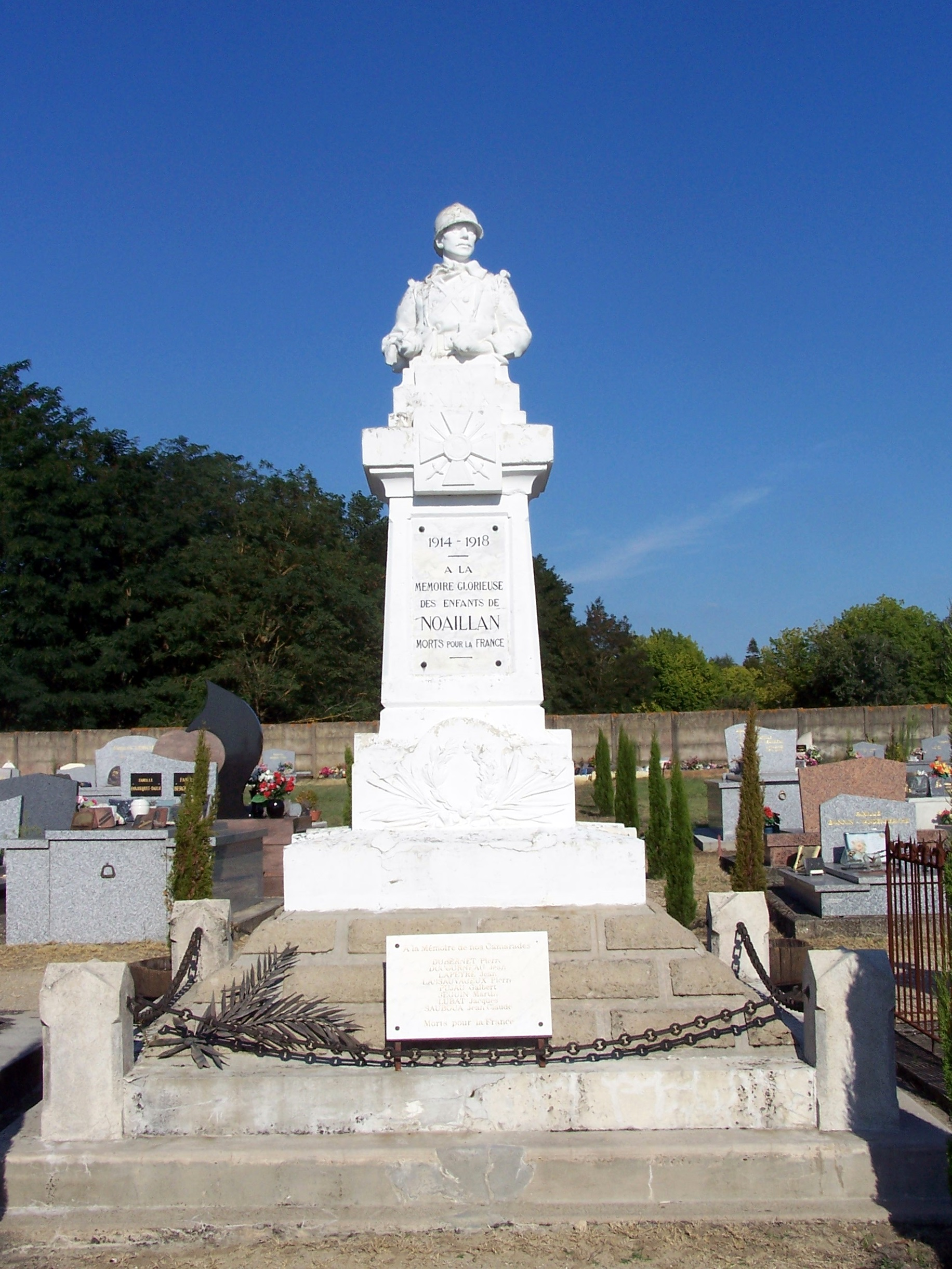
Le monument aux morts dans le cimetière (août 2010).

## Personnalités liées à la commune
Edgar Touron

## Héraldique
| Blason de Noaillan | Blason  | Parti: au 1er de gueules à la tresse d'ail d'argent en pal soutenue d'un sabot du même, au 2e de sinople au pin maritime avec son pot de gemme d'or accompagné en pointe d'une tierce ondée du même; le tout sommé d'un chef d'argent chargé d'un château de trois tours d'azur, maçonné, ouvert et ajouré de sable. |
| Blason de Noaillan | Détails | Validé par le Conseil Français d'Héraldique le 24 octobre 2020. |